# Erol Keskin
Erol Keskin (Constantinopla, Turquía; 2 de marzo de 1927 – Estambul, Turquía; 1 de octubre de 2016) fue un futbolista turco que jugaba en la posición de delantero.

## Carrera

### Club
Inició su carrera en 1943 con el Fenerbahce SK, equipo con el que estuvo hasta 1951 donde ganó tres títulos de copa y anotó 23 goles en 104 partidos. En 1951 ficha con el Adalet SK, equipo con el que anotó 18 goles en 93 partidos hasta que se retiró en 1958.

### Selección nacional
Jugó con Turquía en 16 partidos y anotó dos goles, uno de ellos a Corea del Sur en el mundial de Suiza 1954, además de formar parte del equipo que jugó en los Juegos Olímpicos de Londres 1948.

## Logros
- Copa del Canciller: 3

1944-1945, 1945-1946, 1949-1950